# Ольгино 2-е
Ольгино 2-е — упразднённая деревня в Барабинском районе Новосибирской области. На момент упразднения входила в состав Новоспасского сельсовета. Исключена из учётных данных в 1980 году.

## География
Деревня располагалась у южного берега озера Чичкак, в 3 км к югу от села Новоспасск.

## История
Посёлок Ольгинский был основан в 1886 г. В 1926 году посёлок состоял из 77 хозяйства. В административном отношении являлся центром Ольгинского сельсовета Казанского района Барабинского округа Сибирского края.
Решением Новосибирского облисполкома от 19.06.1980 г. № 401 деревня Ольгино 2-е исключена из учётных данных в связи с выездом населения.

## Население
По переписи 1926 г. в посёлке проживало 435 человек (226 мужчин и 209 женщин), основное население — украинцы